# Thomas Kasper
Thomas Kasper (* 1963 in Ost-Berlin) ist ein deutscher Journalist und Filmemacher. Er wurde  v. a. durch seine Sozialreportagen im öffentlich-rechtlichen Fernsehen bekannt.

## Leben und Wirken
Nach Handwerkerlehre und Abitur auf dem zweiten Bildungsweg absolvierte Thomas Kasper ein journalistisches Volontariat beim DEFA-Dokumentarfilmstudio Berlin. Hier war er 1987 auch als Aufnahmeleiter tätig.
Von 1988 bis 1992 folgte ein Studium an der Hochschule für Film und Fernsehen „Konrad Wolf“ in Babelsberg mit dem Abschluss als Diplom-Film- und Fernsehwirtschaftler. Seit 1993 arbeitet er als Produzent, Autor und Cutter für alle öffentlich-rechtlichen Fernsehanstalten sowie RTL, Sat.1, ORF und Spiegel TV.
Von 1999 bis 2001 war er im ARD-Studio Neu-Delhi tätig. Seine Drehreisen führten ihn zudem nach Pakistan, Afghanistan, in den Irak, nach Afrika, in die Ostukraine und auf die Balkanhalbinsel.

## Rezeption
Im Jahre 2025 kritisierte der CDU-Politiker Reiner Haseloff eine TV-Reportage Kaspers über soziale Probleme in Eisleben als teilweise „tendenziös“. Zudem erhob André Schröder, Landrat des Kreises Mansfeld-Südharz wegen des Beitrags eine Beschwerde beim Rundfunkrat des Mitteldeutschen Rundfunks.